# Тарасівка (Бобровицький район)
Тарасівка — колишнє село в Україні, Бобровицькому районі Чернігівської області. Підпорядковувалось Озерянській сільській раді.
Розташовувалося за 5 км на захід від Озерян, на висоті 135 м над рівнем моря.
Виникло у 1-й половині 20 ст.
Позначене на американській мапі СРСР 1950 року, але без назви.
Позначене на топографічній мапі СРСР 1984 року як Тарасівка з населенням 0,1 тис. жителів, що є явною помилкою.
За даними 1987 року фігурувало як урочище Тарасівка, постійного населення не було.
22 грудня 1995 року Чернігівська обласна рада зняла село з обліку в зв'язку з переселенням жителів.
Сьогодні територія колишнього села розорана, про поселення нагадує 2 видовжені паралельні «острівці» дерев та кладовище.